# 雁白大桥站
雁白大桥站是一个位于中华人民共和国甘肃省兰州市城关区雁北街道与雁园街道交界雁北路与雁园路交叉口地下，雁白黄河大桥南侧，属于兰州轨道交通2号线的地铁车站，为2号线北端终点站，于2023年6月29日开通。

## 车站结构
雁白大桥站为2号线与规划兰州轨道交通3号线换乘车站，其中2号线车站沿雁园路南北向设置，为地下一层双柱三跨侧式站台车站，车站长585米，标准段宽27米，预留3号线车站沿雁北路东西向布置，为地下二层双柱三跨岛式站台车站，车站长235米，标准段宽23米。车站地下一层为站厅与2号线站台层，地下二层为3号线站台层，车站站厅被2号线轨行区分为在非付费区互不相通的东西两个站厅，2号线两侧站台需通过地下二层预留的3号线站台进行换向。2号线车站北侧设有交叉渡线供车辆折返使用，同时南侧也设有单渡线。
| 客服中心、自动售票机、验票机 |  |                               |
| 側式 · 開右邊车门            |  |                               |
|                              |  | █ 2号线落客                   |
|                              |  | █ 2号线往东方红广场（均家滩） |
| 側式 · 開右邊车门            |  |                               |
| 客服中心、自动售票机、验票机 |  |                               |

|                              |  | 未來 █ 3号线（规划）轨道，现状封闭 |
| 島式 · 目前作为2号线换向通道 |  |                                    |
|                              |  | 未來 █ 3号线（规划）轨道，现状封闭 |

## 车站特色
本站以兰州市市花——玫瑰花、兰州市非物质文化遗产太平鼓为设计创作主题，利用车站主体结构承重柱、顶部照灯为展示平台，通过抽象的玫瑰花瓣造型与吊顶的太平鼓照灯造型相呼应，重点展示兰州本土特色文化。

## 车站出口
雁白大桥站共设6个出口，目前开放其中5个，其中A-B、D出入口连通西侧站厅，E-F出入口连通东侧站厅，两站厅在非付费区不相连通，各出口及周围设施如下所示：
| 编号                | 建议前往的目的地 | 照片   | 无障碍设施 |
| 西站厅              | 西站厅           | 西站厅 | 西站厅     |
| ------------------- | ---------------- | ------ | ---------- |
| A · 出口            | 雁园路东侧       |        | 不適用     |
| B · 出口            | 雁北路北侧       |        | 不適用     |
| D · 出口            | 雁园路东侧       |        | 不適用     |
| 东站厅              |                  |        |            |
| E · 出口            | 雁北路南侧       |        | 不適用     |
| F · 出口 · （设有） | 雁北路北侧       |        |            |
| 图例： 设有         |                  |        |            |

## 接驳交通

### 公交车
- 雁白大桥南：10路、152路、153路
- 雁白大桥东：10路、82路、135路、149路

## 车站历史
本站建设时期工程名为雁北路站，开通前正式命名为雁白大桥站。
- 2018年5月22日，车站首块顶板顺利浇筑[7]。
- 2023年6月29日，车站随2号线一期工程通车开通[1]。